# Spatulosia griveaudi
Spatulosia griveaudi là một loài bướm đêm thuộc phân họ Arctiinae, họ Erebidae.